# ピアノ協奏曲 (シェーンベルク)
ピアノ協奏曲作品42は、アルノルト・シェーンベルクがアメリカ時代に作曲したピアノ協奏曲。1942年に作曲され、同じくアメリカ時代の作品であるヴァイオリン協奏曲と同様に、厳格な十二音技法によって書かれている。

## 世界初演
1944年2月6日、ニューヨークのNBCスタジオで、エドゥアルト・シュトイアーマンのピアノ独奏、ストコフスキー指揮のNBC交響楽団によって行われた。出版は1943年頃、G・シャーマー社から。

## 楽器編成
独奏ピアノ、フルート2（ピッコロ持ち替え）、オーボエ2、クラリネット2、ファゴット2、ホルン4、トランペット2、トロンボーン3、チューバ、ティンパニ、大太鼓、小太鼓、鐘、ゴング、シンバル、シロフォン、弦五部

## 演奏時間
約20分。

## 構成
全曲は412小節からなる単一楽章の形式であるが、4つの部分に分けられる。
- アンダンテ　8分の3拍子　（1 - 176小節） 変奏曲形式
- モルト・アレグロ　2分の2拍子　（177 - 263小節）
- アダージョ　4分の4拍子　（264 - 329小節）
- ジョコーソ　モデラート　2分の2拍子　（329 - 492小節） ロンド形式

手稿には以下の言葉が記されており、各部分の曲想に対応している。
| 「 | 穏やかな人生に、 突然憎しみがわき起こり、（モルト・アレグロ ♪＝72） 暗い状況が作り出されるが、（アダージョ） しかし人生は何もなく過ぎてゆく。（ロンド） | 」 |